# Hypostomus plecostomoides
Hypostomus plecostomoides är en fiskart som först beskrevs av Eigenmann 1922.  Hypostomus plecostomoides ingår i släktet Hypostomus och familjen Loricariidae. Inga underarter finns listade i Catalogue of Life.